# Mésange sultane
Melanochlora sultanea
Genre
Espèce
Statut de conservation UICN

 LC  : Préoccupation mineure
Répartition géographique
La Mésange sultane (Melanochlora sultanea) est une espèce d'oiseaux de la famille des Paridae, l'unique représentante du genre Melanochlora.

## Répartition
Cet oiseau est originaire du sud-est asiatique, on retrouve cette espèce en Birmanie, au Laos, au Vietnam, au Cambodge, en Malaisie, en Thaïlande, à Singapour, en Chine du sud et sur l'île d'Hainan, en Inde, au Bangladesh, au Bhoutan et au Népal.

## Description

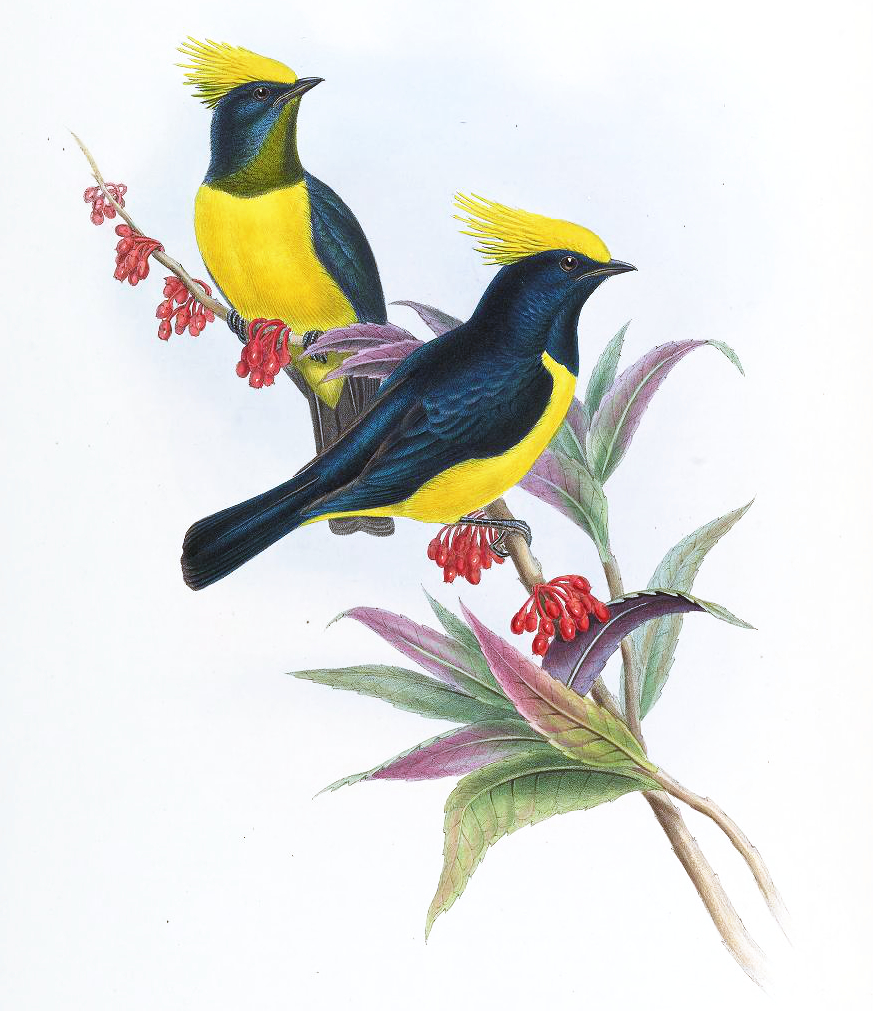
Femelle et mâle, illustration de John Gould.

Cet oiseau, deux fois plus grand que notre mésange charbonnière, mesure environ 20 cm de long avec une crête jaune, un bec foncé, la partie supérieure de son plumage est noire et la partie inférieure est jaune. Il pèse de 35 à 50 grammes.

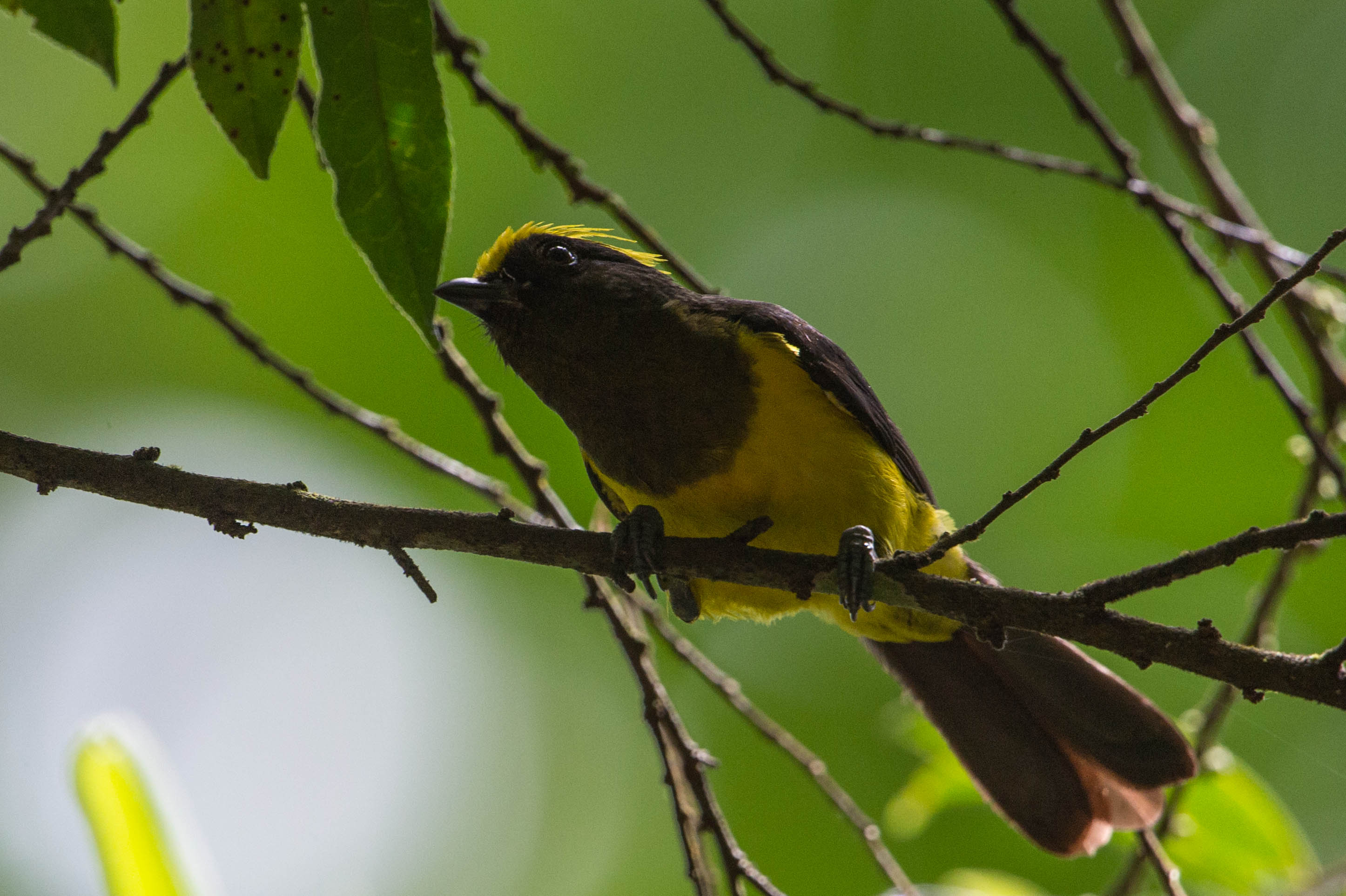
Mésange sultane, parc national de Kaeng Krachan, Thaïlande

Chez la femelle, le haut de son plumage est noir verdâtre et la gorge est jaunâtre ou vert cuivré.
Les juvéniles sont plus colorés que les adultes et leur crête est plus courte.

## Habitat
Cette mésange vit dans les forêts tropicales et subtropicales d'arbres à feuilles caduques et aussi d'arbres à feuilles caduques et à feuilles persistantes.
On la trouve aussi dans les bambous, les broussailles, les zones boisées en cours de régénération et à proximité des terres cultivées.
C'est entre 300 et 1000 mètres d'altitude que cette espèce est la plus fréquente mais on la trouve jusqu'à 1800 mètres.

## Nutrition
La mésange sultane est insectivore.
Son régime alimentaire comprend principalement des insectes (grillons, sauterelles ; mantes...) mais aussi des fruits et des graines.

## Reproduction
La saison des amours a lieu entre mars et juillet, avril et juillet en Inde.
Le nid est placé dans la cavité d'un arbre. C'est un petit coussinet construit avec de la mousse et des nervures de feuilles. L'intérieur est garni de crins, de duvet végétal et d'autres fibres. L'oiselle pondde 5 à 7 œufs parsemés de taches rousses et les couve pendant deux semaines alors que le mâle assure le ravitaillement. Les deux parents nourrissent les oisillons d'insectes, de larves, de chenilles et d'araignées, parfois de petites baies.

## Sous-espèces
- M. s. sultanea (Hodgson, 1837) : nord-est du sous-continent indien, Yunnan et nord de l'Indochine ;
- M. s. flavocristata (Lafresnaye, 1837) : centre et sud de la Thaïlande, péninsule Malaise et Hainan ;
- M. s. seorsa Bangs, 1924 : centre/sud du Laos et sud-est de la Chine (Guangxi, Fujian) ;
- M. s. gayeti Delacour & Jabouille, 1925, Mésange de l'Annam : centre-sud du Vietnam et sud du Laos.